# Nordiskt Idrottslif
Nordiskt Idrottslif, som utkom i Stockholm 1900–1920, var den första en längre tid bestående svenska idrottstidning, som ägnade huvuddelen av innehållet åt fotboll, friidrott, simning och vintersporter.
Tidningen grundades som avläggare av Ny Tidning för Idrott av Clarence von Rosen. Till grundarna hörde även Alexander Lindman, Erik Bergvall, Baltzar Roosval, Sigfrid Stenberg och G. Åkerhielm, vilka tillsammans bildade den första redaktionen, i vilken E. Bergvall var den drivande kraften. Åren 1903–1904 redigerades tidningen av B. Roosval, men när Idrottstidningen, som under samma tid utgivits av Bergvall, 1905 uppgick i Nordiskt Idrottslif, blev den senare redaktör och hade A. Lindman vid sin sida till 1910. Från och med 1911 blev han även tidningens ansvaraige utgivare (efter Cl. von Rosen). På dessa poster kvarstod Bergvall till tidningens upphörande, dock med ett avbrott 1916–1918.
Till redaktionen hörde under de första åren utom de ovan nämnda även H. Haglind och Viktor Balck. Senare var Torsten Tegnér, Oscar Söderlund (mer känd som Glokar Well) och Lennart Herlin, som alla tre i Nordiskt Idrottslif debuterade som sportjournalister, anställda som redaktionssekreterare. Åren 1914–1919 utgavs bilagan Fotboll, som de första åren redigerades av Anton Johanson. Under en period 1916–1918 redigerades Nordiskt Idrottslif i huvudsak av Johanson ihop med T. Husén och Arvid Swenson och med Cl. von Rosen som utgivare. Bland tidningens medarbetare märktes även L. Pihkala (Finland), Ulrich Salchow, Paul Poss, M. Öholm, C. Linde och Louis Zettersten (tidningens Englandskorrespondent).
På sitt område - fotboll, friidrott, simning och vinteridrott - var Nordiskt Idrottslif från starten till fram mot 1920 Sveriges ledande idrottstidning och hade som organ för Riksidrottsförbundets kungörelser en halvt officiell ställning. Den utkom fram till 1906 med ett nummer i veckan, därefter i regel med två.